# Фромберг (Монтана)
Фромберг (енгл. Fromberg) град је у америчкој савезној држави Монтана.

## Демографија
По попису из 2010. године број становника је 438, што је 48 (-9,9%) становника мање него 2000. године.
| Група             | 2000.       | 2010.       |
| Белци             | 445 (91,6%) | 411 (93,8%) |
| Афроамериканци    | 0 (0,0%)    | 0 (0,0%)    |
| Азијати           | 1 (0,2%)    | 0 (0,0%)    |
| Хиспаноамериканци | 36 (7,4%)   | 23 (5,3%)   |
| Укупно            | 486         | 438         |